# Красная книга Республики Адыгея
Красная книга Республики Адыгея (адыг. Адыгэ Республикэм и тхылъ плъыжь) — официальный документ, содержащий сведения о состоянии и распространении, а также необходимых мерах охраны редких и находящихся под угрозой исчезновения животных, растений и грибов, обитающих (произрастающих) временно или постоянно на территории Республики Адыгея.

## Издания
Первое издание вышло в 2000 году и включало 148 видов растений и грибов, а также 188 видов животных.
Второе издание, вышедшее в 2012 году, включает 196 видов растений и грибов (в том числе 119 — сосудистых растений, 21 — мхов, 56 — лишайников и грибов) и 243 вида животных (из них млекопитающих — 23, птиц — 34, пресмыкающихся — 10, земноводных — 8, рыб — 8, насекомых — 148, других беспозвоночных — 12).

## Категории
Виды объектов животного и растительного мира, занесённые во второе издание Красной книги Республики Адыгея, относятся к следующим категориям:
| Категория                               | Описание |
| --------------------------------------- | --- |
| 0 (ВИ) «Вероятно исчезнувшие в регионе» | К ней относятся виды, встречи которых не зарегистрированы в естественной среде обитания на территории Республики Адыгея в течение последних 50 лет (для позвоночных животных) или 100 лет (для прочих объектов животного и растительного мира) |
| 1 (ИП) «Исчезающие в дикой природе»     | Категория включает две подкатегории: - 1А (КС) «Находящиеся в критическом состоянии» — относятся виды, численность которых достигла критического уровня или же места их обитания претерпели настолько сильные изменения, что риск исчезновения их из дикой природы чрезвычайно высок. Выживание таких видов возможно только при принятии специальных мер охраны: разведение (выращивание) в питомниках с последующей реинтродукцией в дикую природу, восстановление условий их обитания - 1Б (УИ) «Находящиеся под угрозой исчезновения» — относятся виды, численность которых близка к критическому уровню или же территория, занимаемая всеми местами их обитания, сократилась настолько, что риск их исчезновения из дикой природы очень высок |
| 2 (УВ) «Уязвимые»                       | Относятся виды, численность которых быстро сокращается и которые в ближайшем будущем, если не устранить неблагоприятные воздействия, перейдут в категорию 1, а также виды с низкой численностью и малой площадью (количеством) известных мест обитания, для которых существует непосредственная опасность вымирания, а риск исчезновения в дикой природе оценивается как высокий |
| 3 (РД) «Редкие»                         | Относятся виды с низкой численностью, не подверженные непосредственной опасности вымирания на территории Республики Адыгея, в том числе: - виды естественно редкие, но широко распространенные в Республике Адыгея (для которых низкая численность и плотность региональной популяции являются нормой, не зависящей от антропических факторов), в силу чего существует вероятность их исчезновения на значительных участках территории Республики Адыгея от случайных и кратковременных антропических воздействий - виды относительно многочисленные, имеющие ограниченное (единственное) количество мест обитания, сохранность которых в Республике Адыгея может зависеть даже от разовых либо непродолжительных антропических воздействий, а восстановление региональной популяции за счет мигрантов маловероятно или невозможно - виды, находящиеся в пределах Республики Адыгея на границе репродуктивного участка глобального ареала - виды, ставшие редкими в результате деятельности человека, численность которых стабилизировалась на достаточно низком уровне, и дальнейшего её сокращения не наблюдается |
| 4 (НИ) «Недостаточно изученные»         | Относятся редкие, малоизвестные и недостаточно изученные виды, для которых однозначно не установлены причины редкости, и поэтому не может быть произведена корректная оценка угрозы риска исчезновения с территории Республики Адыгея, однако наличие такой угрозы не исключается |
| 5 (СК) «Специально контролируемые»      | Относятся виды, занесенные в Красную книгу Российской Федерации, Красную книгу государств — участников СНГ, но широко распространенные и многочисленные на территории Республики Адыгея, для которых не выявлены снижение численности, сокращение или фрагментация регионального ареала |